# Rio Chapecó
O rio Chapecó é um curso de água do estado de Santa Catarina, no Brasil.  
Pertence à bacia do rio Uruguai e é o maior afluente existente quando somado com seu afluente Chapecozinho. Sua área total é de 8.180 km² e sua extensão tem aproximadamente 248 km. Possui um perfil longitudinal com longo percurso e ocorrência de várias quedas de água representando importante riqueza em potencial hidrelétrico para o estado de Santa Catarina. 

## Características
O rio Chapecó encontra-se na região meio-oeste junto com o rio Irani na vertente do interior. Juntos eles possuem 1.875 poços profundos e uma vazão total de 3 716,4 m³/h e uma vazão média de 8,3 m³/mês e o consumo médio é de 135 l/hab/dia.
O rio Chapecó é o maior tributário do rio Uruguai em terras totalmente catarinenses e ao longo de seu curso apresenta bastante sinuosidade. Possui o regime pluviométrico que se caracteriza pelas chuvas durante o ano todo.
Os rios que correm pelo território de Santa Catarina pertencem a dois sistemas independentes, que tem como divisores de águas a serra Geral e a serra do Mar.
O sistema da vertente do atlântico é formado por bacias isoladas entre si, como as dos rios Itajaí-Açu, Araranguá, Tijucas e Itapocu. 
No interior do estado, duas bacias se unem para formar a bacia do Prata: a do rio Paraná, que tem como principal afluente o rio Iguaçu, e a do rio Uruguai, cujos afluentes mais importantes são o rio Pelotas, o Canoas, o Chapecó e o Peixe. 
Existem 12 estações fluviométricas instaladas ao longo do rio Chapecó.

## Biodiversidade
No Rio Chapecó há o registro de 489 espécies de vertebrados terrestres, sendo 345 espécies de aves, 75 de herpetofauna e 69 de mastofauna. As análises realizadas por pesquisadores indicam que a região do alto Rio Chapecó tem uma maior associação com espécies de avifauna, herpetofauna e mastofauna ameaçadas de extinção, possivelmente em virtude da maior extensão de áreas florestais que contém e também da existência de grandes áreas de campos naturais com baixa ocupação humana nessa localização. Todas essas características contribuem para o elevado potencial da região para a conservação de vertebrados terrestres.

## Recursos hídricos
A situação da qualidade da água desta região segue a tendência predominante no oeste como um todo. 
Sendo uma região grandemente produtora de grãos, bem como de aves e suínos, estabeleceu-se no oeste crescente processo de degradação ambiental, causado pelo uso excessivo e inadequado de agrotóxicos, pelo uso e manejo inadequado de agrotóxicos, pelo manejo inadequado do solo (fator determinante da forte erosão existente) e, principalmente pela concentração e manejo deficiente dos dejetos líquidos de suínos. 
Como decorrência desse processo, a água da região, principalmente das fontes que abastecem o meio rural e dos pequenos cursos d’água, encontra-se deteriorada. 
O problema mais sério diz respeito à contaminação das águas por dejetos de suínos, de acordo com os levantamentos efetuados pela Epagri, 84% das fontes e pequenos mananciais da área em estudo estão contaminados por coliformes fecais. O projeto Microbacias em execução pela Epagri desde 1991 desempenha um importante papel na recuperação dos mananciais comprometidos. 
1. 1 2  Favretto, Mario Arthur; Onghero Jr., Osvaldo (2023). «Vertebrados terrestres do médio e do alto Rio Chapecó, Santa Catarina, Brasil: diagnóstico e conservação». Acta Biológica Catarinense. 10: 17-38